# へーい!ブンブー
『へーい!ブンブー』は、NHK総合テレビジョンで放映されたテレビアニメ。放映期間は1985年4月8日から1986年3月25日で全130話。放送時間は、毎週月曜日～木曜日16:20～16:30の10分間。日本アニメーション制作。

## ストーリー
とある町に住んでいる少年ケンは、ある日ふしぎな卵をみつける。しばらくすると中から生きている車のブンブーが産まれた。彼（ブンブー）は、自分を産んだ母さんの事を知らない。そこで、ケンはブンブーの母さんを捜す旅に出ることになったのだった。ブンブーを狙うモンキー博士の追撃をかわしながら、ブンブーとケンは世界中を駆け巡る旅を続けるのであった。

## 登場人物
ブンブー
声 - 野沢雅子
主人公の生きている車。車なら何でも変身できる。「何とかなるかもよ」が口癖。母さんを捜している。ガソリンでももちろん力の源であるが、ガソリンではなく水で併用することも可能。明るく優しい性格で、ケンを慕っており、ケンのことが大好き。
ケン
声 - 坂本千夏
準主人公の少年。ブンブーを操る。ブンブーの相棒的存在。優しい性格で、困っている人はほっておけない性格。なにかと知らない人に首を突っ込みがちでしばしば事件に巻き込まれる。ブンブーと気が合う。
モンキー博士
声 - 緒方賢一
なぜかブンブーを理由もなくつけ狙う陰湿な博士。ブンブーをどこまでも追いかける。突然現れては嫌がらせをしかけてくる、悪役。失敗ばかりで間抜け。
ミスター
声 - 伊藤美紀
ケンが飼っている犬。ブンブーとケンの旅のお供をする。
神父
声 - 水鳥鉄夫
ヘレナ・子供
声 - 麻上洋子
農夫・村人・作業員
声 - 喜多川拓郎
妊婦
声 - 上村典子
大統領・村人
声 - 龍田直樹
村人
声 - 兼本新吾
村人
声 - 藤井つとむ
子供
声 - あきやまひかり

## スタッフ
- 原案・企画・製作 - 日本アニメーション株式会社
- 製作 - 本橋浩一
- 製作管理 - 高桑充
- 企画・プロデューサー - 佐藤昭司
- キャラクターデザイン - 熊田勇、白梅進
- 美術監督 - 石津節子
- 撮影監督 - 上田雅英、沖野雅英、坂東昭雄
- 録音監督 - 田中英行
- 音楽 - 越部信義
- 色指定 - 鈴城るみ子
- 編集 - 瀬山武司、笠原義宏
- 現像 - 東京現像所
- 録音制作 - 音響映像システム（現：サンオンキョー）
- 録音スタジオ - 太平スタジオ
- 整音 - 佐藤守
- 効果 - 松田昭彦（フィズサウンドクリエイション）
- 制作デスク - 青木健
- A･P（アシスタント・プロデューサー）：塚本泰則、神田豊
- 監督 - 岡部英二、吉田健次郎
- 制作協力 - ライフ・ワーク（小森徹）
- 制作 - 日本アニメーション、NHK

## 主題歌
オープニングテーマ - 「ぼくはブンブー」
唄 - 橋本潮 / 作詞 - 冬杜花代子 / 作曲・編曲 - 越部信義
エンディングテーマ - 「あしたのワンダーランド」
唄 - 橋本潮 / 作詞 - 冬杜花代子 / 作曲・編曲 - 越部信義

## 挿入歌・イメージソング
IM1 - 「あー くたびれた」
唄 - 緒方賢一 / 作詞 - 高橋二三 / 作詞補 - 冬杜花代子 / 作曲・編曲 - 越部信義
IM2 - 「あっ あぶない」
唄 - 坂本千夏・こおろぎ'73 / 作詞 - 高橋二三 / 作詞補 - 冬杜花代子 / 作曲・編曲 - 越部信義
IM3 - 「いたい いたい ブンブー」
唄 - 橋本潮・こおろぎ'73 / 作詞 - 高橋二三 / 作詞補 - 冬杜花代子 / 作曲・編曲 - 越部信義
IM4 - 「ガソリン ハングリー」
唄 - 野沢雅子 / 作詞 - 冬杜花代子 / 作曲・編曲 - 越部信義
IM5 - 「ここらでブルルン」
唄 - 橋本潮 / 作詞 - 依田美恵子 / 作詞補 - 冬杜花代子 / 作曲・編曲 - 越部信義
IM6 - 「ブンブーがわらった」
唄 - 野沢雅子・こおろぎ'73 / 作詞 - 冬杜花代子 / 作曲・編曲 - 越部信義
IM7 - 「ブンブーさまのお通りだ」
唄 - 橋本潮・こおろぎ'73・川島和子 / 作詞 - 高橋二三 / 作詞補 - 冬杜花代子 / 作曲・編曲 - 越部信義
IM8 - 「ブンブーの子守歌」
唄 - 橋本潮・川島和子 / 作詞 - 依田美恵子 / 作曲・編曲 - 越部信義
IM9 - 「ぼくは怒ったぞ」
唄 - 坂本千夏・こおろぎ'73 / 作詞 - 高橋二三 / 作曲・編曲 - 越部信義
IM10 - 「ぼくらともだち」
唄 - 野沢雅子・緒方賢一・坂本千夏・こおろぎ'73 / 作詞 - 冬杜花代子 / 作曲・編曲 - 越部信義
IM11 - 「ママにあいたい」
唄 - 橋本潮・川島和子 / 作詞 - 高橋二三 / 作詞補 - 冬杜花代子 / 作曲・編曲 - 越部信義
IM12 - 「ラヴ ラヴ ハート」
唄 - 橋本潮・川島和子 / 作詞 - 依田美恵子 / 作詞補 - 冬杜花代子 / 作曲・編曲 - 越部信義

## 各話リスト
| 話数 | サブタイトル             | 脚本       | 絵コンテ       | 演出       | 作画監督   |
| ---- | ------------------------ | ---------- | -------------- | ---------- | ---------- |
| 1    | 生きている自動車の巻     | 高橋二三   | 吉田健次郎     | 吉田健次郎 | 吉田利喜   |
| 2    | 赤ちゃん誕生の巻         | 高橋二三   | 遠藤克己       | 牧野滋人   | 石黒めぐむ |
| 3    | マッチ売りのブンブーの巻 | 岡部英二   | 石崎すすむ     | 石崎すすむ | アベ正己   |
| 4    | カーレースの巻           | 高橋二三   | くずおかひろし | 牧野滋人   | 加藤誠一   |
| 5    | 初恋物語の巻             | 高橋二三   | やすみ哲夫     | 牧野滋人   | 小田部羊一 |
| 6    | 風邪に御用心の巻         | 高橋二三   | 小鹿英吉       | 小鹿英吉   | 富永貞義   |
| 7    | 人食いピラニヤの巻       | 高橋二三   | 小鹿英吉       | 小鹿英吉   | 藤岡正宣   |
| 8    | 大地震の巻               | 高橋二三   | 小鹿英吉       | 小鹿英吉   | 進藤満尾   |
| 9    | ママがいた!?の巻         | 高橋二三   | 遠藤克己       | 牧野滋人   | 吉田利喜   |
| 10   | 海底の宝物の巻           | 高橋二三   | 遠藤克己       | 腰繁男     | 新田敏夫   |
| 11   | ママっていいなの巻       | 高橋二三   | くずおかひろし | 西山明樹彦 | 清山滋崇   |
| 12   | 恐怖のトラックの巻       | 高橋二三   | 遠藤克己       | 西山明樹彦 | アベ正己   |
| 13   | ジェットコースターの巻   | 高橋二三   | やすみ哲夫     | 牧野滋人   | 石黒めぐむ |
| 14   | 人食い鮫の巻             | 高橋二三   | くずおかひろし | 牧野滋人   | アベ正己   |
| 15   | かわいそうなロバの巻     | 高橋二三   | 松島明子       | 松島明子   | 藤岡正宣   |
| 16   | 砂漠はこわいの巻         | 高橋二三   | 小鹿英吉       | 小鹿英吉   | 新田敏夫   |
| 17   | さみしがり屋の幽霊の巻   | 高橋二三   | 松島明子       | 松島明子   | 桜沢裕美   |
| 18   | あんよは上手の巻         | 高橋二三   | 遠藤克己       | 腰繁男     | 富永貞義   |
| 19   | 虫歯がいたいの巻         | 高橋二三   | 遠藤克己       | 腰繁男     | 小田部羊一 |
| 20   | ピカピカブーの巻         | 高橋二三   | やすみ哲夫     | 西山明樹彦 | 半田輝男   |
| 21   | 飛行機ブーの巻           | 高橋二三   | 小鹿英吉       | 小鹿英吉   | アベ正己   |
| 22   | まいごの小象の巻         | 高橋二三   | くずおかひろし | 西山明樹彦 | 石黒めぐむ |
| 23   | アイスクリーム騒動の巻   | 高橋二三   | 遠藤克己       | 牧野滋人   | 加藤誠一   |
| 24   | 笑いがとまらないの巻     | 高橋二三   | やすみ哲夫     | 牧野滋人   | 吉田利喜   |
| 25   | 北極のブンブーの巻       | 高橋二三   | 小鹿英吉       | 小鹿英吉   | 清山滋崇   |
| 26   | 無人島の怪物の巻         | 高橋二三   | くずおかひろし | 西山明樹彦 | アベ正己   |
| 27   | 誘拐されたブンブーの巻   | 高橋二三   | やすみ哲夫     | 西山明樹彦 | 新田敏夫   |
| 28   | 金庫ドロボーの巻         | 高橋二三   | 腰繁男         | 腰繁男     | 清山滋崇   |
| 29   | ハラペコ・ブーの巻       | 大野木寛   | 遠藤克己       | 腰繁男     | アベ正己   |
| 30   | ことりを救えの巻         | 大野木寛   | 小鹿英吉       | 小鹿英吉   | 石黒めぐむ |
| 31   | サーカス・ブーの巻       | 高橋二三   | 松島明子       | 松島明子   | 富永貞義   |
| 32   | はらいた・ブーの巻       | 渡辺麻実   | 遠藤克己       | 腰繁男     | 小田部羊一 |
| 33   | かぼちゃに歌えの巻       | 依田美恵子 | 松島明子       | 松島明子   | 桜沢裕美   |
| 34   | 迷子の迷子の…の巻        | 大野木寛   | くずおかひろし | 牧野滋人   | 半田輝男   |
| 35   | 追跡! 地下水道の巻       | 椋露地桂子 | 小鹿英吉       | 小鹿英吉   | 藤岡正宣   |
| 36   | 密航はコリゴリの巻       | 椋露地桂子 | やすみ哲夫     | 牧野滋人   | 石黒めぐむ |
| 37   | きままな気球の巻         | 大野木寛   | やすみ哲夫     | 西山明樹彦 | 進藤満尾   |
| 38   | 幽霊船の罠の巻           | 高橋二三   | 遠藤克己       | 西山明樹彦 | 新田敏夫   |
| 39   | 雪なんかきらいだの巻     | 大野木寛   | 遠藤克己       | 腰繁男     | 吉田利喜   |
| 40   | 鳥の巣騒動の巻           | 三宅直子   | くずおかひろし | 腰繁男     | 坂井俊一   |
| 41   | 毒蜘蛛大作戦の巻         | 高橋二三   | 鈴木幸雄       | 鈴木幸雄   | 大場攻子   |
| 42   | ミロのブンブーの巻       | 大野木寛   | やすみ哲夫     | 石崎すすむ | アベ正己   |
| 43   | なぞなぞスフィンクスの巻 | 依田美恵子 | 小鹿英吉       | 小鹿英吉   | 小田部羊一 |
| 44   | 友達やめたの巻           | 三宅直子   | 早川啓二       | 石崎すすむ | 小田部羊一 |
| 45   | もう離れない!の巻        | 椋露地桂子 | 遠藤克己       | 福留政彦   | 新田敏夫   |
| 46   | ミスターの初恋の巻       | 渡辺麻実   | くずおかひろし | 松島明子   | 石黒めぐむ |
| 47   | ブンブーの石油発見の巻   | 渡辺麻実   | 遠藤克己       | 福留政彦   | 加藤誠一   |
| 48   | 三つの大予言の巻         | 一色伸幸   | やすみ哲夫     | 石崎すすむ | 新田敏夫   |
| 49   | ずっこけ手品師の巻       | 依田美恵子 | 小鹿英吉       | 小鹿英吉   | 藤岡正宣   |
| 50   | 宙吊り大作戦の巻         | 高橋二三   | 鈴木幸雄       | 鈴木幸雄   | 進藤満尾   |
| 51   | 運河大作戦の巻           | 一色伸幸   | 遠藤克己       | 石崎すすむ | 坂井俊一   |
| 52   | 宝捜し騒動の巻           | 一色伸幸   | 早川啓二       | 福留政彦   | 石黒めぐむ |
| 53   | 駐車違反しちゃったの巻   | 大野木寛   | 鈴木幸雄       | 鈴木幸雄   | アベ正己   |
| 54   | ブンブームの巻           | 大野木寛   | やすみ哲夫     | 川瀬敏文   | 半田輝男   |
| 55   | 見習い人命救助の巻       | 渡辺麻実   | 松島明子       | 松島明子   | 富永貞義   |
| 56   | エンジンのない車の巻     | 高橋二三   | 小鹿英吉       | 小鹿英吉   | 石黒めぐむ |
| 57   | 犬の知恵くらべの巻       | 高橋二三   | 遠藤克己       | 川瀬敏文   | 吉田利喜   |
| 58   | ヨーガを教えますの巻     | 依田美恵子 | 小鹿英吉       | 小鹿英吉   | 藤岡正宣   |
| 59   | ひげもじゃ作戦の巻       | 一色伸幸   | くずおかひろし | 福留政彦   | アベ正己   |
| 60   | からだを洗えの巻         | 高橋二三   | 石崎すすむ     | 石崎すすむ | 石黒めぐむ |
| 61   | 無線自動車の巻           | 高橋二三   | 遠藤克己       | 川瀬敏文   | 富永貞義   |
| 62   | カウボーイ騒動の巻       | 三宅直子   | やすみ哲夫     | 石崎すすむ | 新田敏夫   |
| 63   | シンデレラの馬車の巻     | 高橋二三   | 松島明子       | 松島明子   | 新田敏夫   |
| 64   | 不思議な少年の巻         | 高橋二三   | 鈴木幸雄       | 鈴木幸雄   | 清山滋崇   |
| 65   | 遊び場を守れの巻         | 高橋二三   | くずおかひろし | 松島明子   | 小田部羊一 |
| 66   | ドラキュラ大作戦の巻     | 依田美恵子 | やすみ哲夫     | 川瀬敏文   | 進藤満尾   |
| 67   | ライオンの宝石の巻       | 高橋二三   | 小鹿英吉       | 小鹿英吉   | 坂井俊一   |
| 68   | こらまて乳母車の巻       | 高橋二三   | 遠藤克己       | 福留政彦   | 石黒めぐむ |
| 69   | あまい蜂蜜の巻           | 高橋二三   | やすみ哲夫     | 福留政彦   | アベ正己   |
| 70   | パンクは痛いよの巻       | 大野木寛   | 小鹿英吉       | 小鹿英吉   | 藤岡正宣   |
| 71   | はぐれた子羊の巻         | 高橋二三   | 松島明子       | 松島明子   | 吉田利喜   |
| 72   | 虎になったブンブーの巻   | 高橋二三   | 石崎すすむ     | 石崎すすむ | 石黒めぐむ |
| 73   | 気まぐれオウムの巻       | 依田美恵子 | 鈴木幸雄       | 鈴木幸雄   | 石黒めぐむ |
| 74   | 黄金の卵をさがせの巻     | 三宅直子   | 遠藤克己       | 石崎すすむ | 坂井俊一   |
| 75   | しゃっくり騒動の巻       | 楠葉宏三   | やすみ哲夫     | 川瀬敏文   | 進藤満尾   |
| 76   | 老人と湖の巻             | 高橋二三   | くずおかひろし | 川瀬敏文   | 富永貞義   |
| 77   | ヒッチハイクの巻         | 高橋二三   | 小鹿英吉       | 小鹿英吉   | 半田輝男   |
| 78   | サルの恩返しの巻         | 依田美恵子 | 小鹿英吉       | 小鹿英吉   | 藤岡正宣   |
| 79   | 宝の地図の巻             | 大野木寛   | 遠藤克己       | 福留政彦   | 新田敏夫   |
| 80   | チビッコ手品師の巻       | 三宅直子   | 松島明子       | 松島明子   | 清山滋崇   |
| 81   | 爆発はごめん!の巻        | 高橋二三   | 鈴木幸雄       | 鈴木幸雄   | アベ正己   |
| 82   | ミスターがいない!の巻    | 依田美恵子 | やすみ哲夫     | 福留政彦   | アベ正己   |
| 83   | へんてこ白雪姫の巻       | 高橋二三   | やすみ哲夫     | 福留政彦   | アベ正己   |
| 84   | 闘牛ブンブーの巻         | 高橋二三   | 松島明子       | 松島明子   | 大場攻子   |
| 85   | 迷路パズルの巻           | 高橋二三   | 鈴木幸雄       | 鈴木幸雄   | 石黒めぐむ |
| 86   | 火事だ!の巻              | 高橋二三   | 小鹿英吉       | 小鹿英吉   | 清山滋崇   |
| 87   | カヌー競争の巻           | 高橋二三   | 石崎すすむ     | 石崎すすむ | 石黒めぐむ |
| 88   | ケーキの謎の巻           | 高橋二三   | 遠藤克己       | 福留政彦   | 半田輝男   |
| 89   | 犯人追跡!の巻            | 三宅直子   | やすみ哲夫     | 川瀬敏文   | 進藤満尾   |
| 90   | ポンコツバスを救え!の巻  | 高橋二三   | 松島明子       | 松島明子   | 藤岡正宣   |
| 91   | 狙われたケンの巻         | 椋露地桂子 | 鈴木幸雄       | 鈴木幸雄   | 富永貞義   |
| 92   | ブンブー吹っとぶ!の巻    | 三宅直子   | 福留政彦       | 福留政彦   | 進藤満尾   |
| 93   | うさぎとかめの巻         | 高橋二三   | 遠藤克己       | 川瀬敏文   | 半田輝男   |
| 94   | おかしなトロイの木馬の巻 | 高橋二三   | やすみ哲夫     | 鈴木幸雄   | アベ正己   |
| 95   | ブンブーサッカーの巻     | 一色伸幸   | 岡部英二       | 福留政彦   | 坂井俊一   |
| 96   | イルカ危機一髪!の巻      | 一色伸幸   | 石崎すすむ     | 石崎すすむ | 野部駿夫   |
| 97   | 自動車コンテストの巻     | 依田美恵子 | 小鹿英吉       | 小鹿英吉   | 坂井俊一   |
| 98   | ちょうちょを助けろの巻   | 大野木寛   | 鈴木幸雄       | 鈴木幸雄   | 石黒めぐむ |
| 99   | ずっこけ孫悟空の巻       | 高橋二三   | 松島明子       | 松島明子   | アベ正己   |
| 100  | カンフー・ブンブーの巻   | 大野木寛   | 遠藤克己       | 松島明子   | 吉田利喜   |
| 101  | ブンブーのクリスマスの巻 | 渡辺麻実   | やすみ哲夫     | 石崎すすむ | 大場攻子   |
| 102  | お化け屋敷の巻           | 渡辺麻実   | 石崎すすむ     | 石崎すすむ | 石黒めぐむ |
| 103  | かゆいかゆい大作戦の巻   | 高橋二三   | 遠藤克己       | 川瀬敏文   | アベ正己   |
| 104  | ブンブー パパになるの巻  | 三宅直子   | 小鹿英吉       | 小鹿英吉   | 野部駿夫   |
| 105  | 畑の宝物の巻             | 高橋二三   | 遠藤克己       | 川瀬敏文   | 半田輝男   |
| 106  | 臆病なパトブーの巻       | 高橋二三   | 鈴木幸雄       | 鈴木幸雄   | 石黒めぐむ |
| 107  | 恐怖の川下りの巻         | 大野木寛   | 遠藤克己       | 川瀬敏文   | アベ正己   |
| 108  | 霧の大追跡の巻           | 渡辺麻実   | 松島明子       | 松島明子   | アベ正己   |
| 109  | ロボット大作戦の巻       | 大野木寛   | 遠藤克己       | 福留政彦   | 石黒めぐむ |
| 110  | お星さま騒動の巻         | 高橋二三   | やすみ哲夫     | 福留政彦   | 半田輝男   |
| 111  | 踊るミイラの巻           | 依田美恵子 | 遠藤克己       | 鈴木幸雄   | 富永貞義   |
| 112  | ママ登場!?の巻           | 一色伸幸   | 鈴木幸雄       | 鈴木幸雄   | 富永貞義   |
| 113  | 心の灯を消すなの巻       | 高橋二三   | 石崎すすむ     | 石崎すすむ | アベ正己   |
| 114  | 世界一周早回りの巻       | 高橋二三   | 小鹿英吉       | 小鹿英吉   | 藤岡正宣   |
| 115  | オーロラの涙の巻         | 高橋二三   | 松島明子       | 松島明子   | 半田輝男   |
| 116  | 宇宙旅行の巻             | 大野木寛   | 遠藤克己       | 川瀬敏文   | 坂井俊一   |
| 117  | トランペット泥棒の巻     | 依田美恵子 | 石崎すすむ     | 石崎すすむ | 石黒めぐむ |
| 118  | 草笛を吹け!の巻          | 依田美恵子 | 小鹿英吉       | 小鹿英吉   | 野部駿夫   |
| 119  | ぼく太っちゃったの巻     | 依田美恵子 | 松島明子       | 松島明子   | 進藤満尾   |
| 120  | 親はどっちだ?の巻        | 大野木寛   | やすみ哲夫     | 福留政彦   | 坂井俊一   |
| 121  | この子どこの子の巻       | 大野木寛   | 遠藤克己       | 石崎すすむ | 石黒めぐむ |
| 122  | 怪力トラクターブーの巻   | 高橋二三   | 小鹿英吉       | 小鹿英吉   | 藤岡正宣   |
| 123  | 怪獣が出た!?の巻         | 高橋二三   | やすみ哲夫     | 川瀬敏文   | 半田輝男   |
| 124  | 空飛ぶブンブーの巻       | 高橋二三   | 遠藤克己       | 川瀬敏文   | 進藤満尾   |
| 125  | 甘い罠には手を出すなの巻 | 吉田健次郎 | 松島明子       | 松島明子   | 半田輝男   |
| 126  | 名探偵ブンブーの巻       | 大野木寛   | 遠藤克己       | 福留政彦   | 野部駿夫   |
| 127  | ロデオブーの巻           | 椋露地桂子 | 小鹿英吉       | 小鹿英吉   | 大場攻子   |
| 128  | 最後の最後の大作戦の巻   | 大野木寛   | 鈴木幸雄       | 鈴木幸雄   | 鈴木幸雄   |
| 129  | ブンブーの恋人の巻       | 高橋二三   | 小鹿英吉       | 小鹿英吉   | 藤岡正宣   |
| 130  | ママに会えた!の巻        | 高橋二三   | 岡部英二       | 岡部英二   | 石黒めぐむ |

## 備考
- この作品はNHK専用に制作された為、放送時間が10分ぴったりに制作されている。（この為民放で放送すると、CM挿入の時間が10分番組枠にすると時間が足らず、15分番組枠や2話連続放送で25分番組枠、あるいは30分番組枠にして放送しないと、CMの挿入が不可能になる）
- 後枠番組には、『ピーナッツ』のなべおさみ版日本語吹き替えアニメ（表題は『スヌーピーとチャーリーブラウン』）が入ることもあった。